# Ramón Usandizaga
Ramón Usandizaga Soraluce (San Sebastián (Guipúzcoa) 24 de marzo de 1889 - 28 de junio de 1964). Conocido músico y compositor vasco, autor de una amplia obra musical. En buena medida, contribuyó a completar la obra de su hermano, José María Usandizaga tempranamente fallecido en 1915 

## Biografía
Abogado de profesión, desde muy joven recibió instrucción musical al lado de su hermano, el famoso compositor José María Usandizaga Soraluce (1887-1915). De hecho su admiración por su hermano le llevó a convertirse en muchos aspectos en continuador de su obra. Así a la prematura muerte de José María, a los 28 años de edad, abordó la tarea de terminar la confección de su última obra, la ópera La Llama con libreto de Gregorio Martínez Sierra, estrenada en San Sebastián en 1918. Al morir José María, la obra estaba acabada en sus líneas fundamentales pero a falta  de algunos retoques finales. 
Ramón así mismo procedió, respondiendo a múltiples instancias realizadas en tal sentido, a convertir en ópera la zarzuela que su hermano estrenó con enorme éxito en 1924, un año antes de su muerte, Las golondrinas. con la finalidad de que supusiera una ayuda a su difusión ulterior. El autor del libreto era también Martínez Sierra y con la colaboración de la esposa de este, María Lejárraga, contó Ramón para la transformación operística de Las Golondrinas, estrenándose la nueva versión en el Teatro del Liceo de Barcelona en 1929. Como tal ópera ha sido interpretada varias veces en San Sebastián, Barcelona, Madrid y otras localidades españolas.[cita requerida]
Por otra parte, diversas han sido las adaptaciones hechas por Ramón de las obras de su hermano. Así por ejemplo, con respecto a obras para canto de una voz, instrumentó para coro de voces mixtas numerosas canciones vascas, sobre todo dedicadas al Orfeón Donostiarra aunque naturalmente han sido también interpretadas por otras masas corales. Señalemos Mari Domingi, Txantxangorria, Txoriñua nora ua, Egunto batez, Beñat Mardoren, Gabonetan.
También varias obras para piano de su hermano  fueron orquestadas por Ramón, entre las que cabe destacar el Schotis o la Fantasía para violonchelo y piano.
Ramón Usandizaga fue nombrado en 1940 por el consistorio donostiarra, al ser el Conservatorio de titularidad municipal, profesor de Conjunto instrumental y de Estética e Historia de la Música en esa Institución, y en 1941 fue nombrado director del Conservatorio. Este estaba calificado como de grado elemental, y Ramón Usandizaga luchó para que, sin dejar de ser municipal, fuera a nivel nacional de categoría profesional superior, y su empeño condujo al éxito. [cita requerida]
Dedicado totalmente a la música, fundó la Orquesta Sinfónica del Conservatorio de San Sebastián, que hizo su presentación en marzo de 1942, ocupando Ramón  el puesto de director hasta su fallecimiento. La Orquesta del Conservatorio jugó un papel primordial en la vida cultural donostiarra en toda la difícil etapa de la postguerra. Para su función Ramón Usandizaga consiguió que se incorporara  al Conservatorio el archivo de las Orquestas que, con más o menos dificultades, se habían sucedido en el Casino donostiarra, un Casino inaugurado en 1887 y que permanecía cerrado, al menos en sus actividades principales, desde 1928. Ello permitió que la Orquesta interpretara en sus conciertos habituales quincenales un amplísimo repertorio,  al par que fue elemento esencial con su colaboración de las quincenas musicales veraniegas, evento cultural donostiarra que fue adquiriendo prestigio a partir de su creación en 1942. Además participó en otros muchos aconteceres  ciudadanos, amén  de propiciar estrenos musicales  de gran número de autores locales.  
En cuanto a su producción musical propia,  la obra de Ramón Usandizaga abarca diversas obras de muy distinto tipo, todas ellas recogidas en Eresbil, Archivo musical de compositores vascos, sito en Rentería (Guipúzcoa). 
Es autor de una zarzuela, con libreto de Ángel Lucio del Álamo, La capa del diablo, que fue estrenada precisamente en la primera Quincena Musical que se celebró en San Sebastián, en 1940. 
A la música religiosa dedicó varias obras (Salve Regina, Ave maris Stella, Himno a San Bartolomé, Lestonnac, Tota pulchra, Ubi charitas et amor) para coro, armonium, órgano o instrumentos de arco.
Por otra parte, son numerosas las obras, melodías o canciones, para canto y piano, muchas con letras extraídas del romancero español  o de obras de autores clásicos o modernos. Además varias obras corales, fundamentalmente vascas. Lo…lo…, Ezcongoyetan, Oi bart, Tringuluntren, Ay ama… Entre ellas  destaca Itzaya, merecedora de su impresión en una editorial parisina.[cita requerida]
Entre las obras para orquesta figura la Suite sobre motivos que tuvieron su época, estrenada en Madrid por el maestro Enrique Fernández Arbós en 1930, y para coros y orquesta la Rapsodia vasca, Tres canciones (asturiana, zortzico, jota) sobre motivos populares, Canciones para niños, Zagardotegian, San Permiñetan, Maigañeko. 
Muchas obras de distintos autores llegaron a ser interpretadas por la orquesta del Conservatorio gracias a la armonización realizada, muchas veces anónimamente, por Ramón Usandizaga. Suya fue la primera adaptación para orquesta del Carnaval donostiarra de Raimundo Sarriegui Echeberría, en el que figura la famosa Marcha de San Sebastián.[cita requerida]
En suma, Ramón Usandizaga ocupó un puesto pionero en el impulso de la acción musical en el San Sebastián de la postguerra civil.
Entre sus nombramientos honoríficos destacan el de Director honorario del  Orfeón donostiarra, Medalla de plata de la ciudad de San Sebastián, concedida al producirse su jubilación en el Conservatorio,  y el título de  Académico correspondiente de la Real Academia de Bellas Artes de San Fernando otorgada por esta docta institución el 21 de enero de 1952.